# Holmes-Syndrom
Das Holmes-Syndrom oder Holmes Degeneration  ist eine angeborene Erkrankung mit kleinhirnbedingter Ataxie aufgrund einer Kleinhirn-Degeneration. Es wird zu den ADCA gerechnet.
Synonyme sind: Systematisierte primär progressive Kleinhirndegeneration; Zerebello-olivare Atrophie
Die Bezeichnung bezieht sich auf die Erstbeschreibung von 1907 durch den britischen Neurologen Gordon Morgan Holmes (1876–1965).
Das Syndrom ist nicht zu verwechseln mit dem Gordon-Holmes-Syndrom.

## Verbreitung
Die Vererbung erfolgt autosomal-dominant.

## Klinische Erscheinungen
Diagnostische Kriterien sind:
- Manifestation im mittleren bis späteren Erwachsenenalter
- An den Beinen beginnende Ataxie sich nach kopfwärts ausbreitend
- Sprachstörungen
- Halte- und Intentions-Tremor
- Verminderter Muskeltonus
- Später hinzutretend Nystagmus